# Atlas Śródziemia
Atlas Śródziemia – kartograficzne dzieło Karen Wynn Fonstad, opracowanie opisujące geografię Śródziemia - świata przedstawionego legendarium J.R.R. Tolkiena.
Atlas doczekał się kilku wydań i tłumaczeń, choć informacje i dane w nim zgromadzone są w znacznej mierze oszacowaniami i ekstrapolacjami Fonstad, na podstawie kanonicznych map i dzieł J.R.R. Tolkiena.
Książka zawiera mapy i opisy wprowadzające w geografię i historię Śródziemia. Zawiera też rozdziały o roślinności, ludności i rozwoju języków.

## Wydania polskie
Książkę wydano po raz pierwszy w 2007 r. jako Atlas Śródziemia w tłumaczeniu Tadeusza Olszańskiego.
Na 2024 r. zaplanowano premierę atlasu w tłumaczeniu Pauliny Braiter.